# Nevšová
Nevšová je vesnice, část města Slavičín v okrese Zlín. Nachází se asi 3 km na severozápad od Slavičína a asi 12 km od Luhačovic. Je zde evidováno 159 adres. Trvale zde žije 542 obyvatel.
Nevšová je také název katastrálního území o rozloze 7,63 km2.

## Název
Původní podoba názvu vesnice byla Nevšova, přivlastňovací přídavné jméno od osobního jména Nevša (v jeho druhé části bylo obsaženo zájmeno vše). Význam místního jména tedy byl "Nevšova ves".

## Historie
První písemná zmínka o obci pochází z roku 1449.

## Pamětihodnosti
- Zvonice